# وی‌اس‌ام‌پی‌او-آویسما
وی‌اس‌ام‌پی‌او-آویسما (به انگلیسی: VSMPO-AVISMA) شرکت استخراج معادن و فلزات روسی است، که بزرگترین تولیدکننده تیتانیوم در جهان می‌باشد.
دفتر مرکزی این شرکت در شهر ورخنیایا سالدا، روسیه قرار دارد. شرکت وی‌اس‌ام‌پی‌او-آویسمادر دارای عملیات در کشورهای اوکراین، انگلستان، سوئیس، آلمان و ایالات متحده است. حوزه اصلی فعالیت‌های این شرکت در تولید تیتانیوم، آلومینیم، منیزیم و آلیاژهای فولاد متمرکز می‌باشد.